# Il cavallo volante
Il cavallo volante (The Horse with the Flying Tail) è un documentario del 1960 diretto da Larry Lansburgh  vincitore del premio Oscar al miglior documentario.